# Ильино-Заборский сельсовет
Ильино-Заборский сельсове́т — административно-территориальное образование, подчинённое городу областного значения Семёнов в Нижегородской области Российской Федерации. 
В рамках организации местного самоуправления территория сельсовета входит в  городской округ Семёновский. С 2004 до 2011 года сельсовет как муниципальное образование имел статус сельского поселения в составе Семёновского муниципального района.
В рамках административно-территориального устройства сельсовет до 2011 года входил в Семёновский район Нижегородской области.
Административный центр сельсовета — деревня Ильино-Заборское.

## Населённые пункты
В сельсовет входят 6 населённых пунктов:
| № | Населённый пункт | Тип     | Население |
| - | ---------------- | ------- | --------- |
| 1 | Афанасьево       | деревня | →0        |
| 2 | Большая Елховка  | деревня | ↘16       |
| 3 | Доенкино         | деревня | ↘68       |
| 4 | Ивановский       | посёлок | →1        |
| 5 | Ильино-Заборское | село    | ↘1376     |
| 6 | Плесо            | деревня | ↘16       |